# Manzini Sundowns
Manzini Sundowns is een Swazische voetbalclub uit Manzini. De club werd opgericht in 1985. Tot 2005 heette de club Denver Sundows.

## Erelijst
Landskampioen
1989, 1990
Beker van Swaziland
1988, 1991, 1992
Swazi Charity Cup
1992, 2000
Swazi Trade Fair Cup
1990, 1992, 1998, 2006